# John McCloskey
John McCloskey, ameriški duhovnik, škof in kardinal, * 10. marec 1810, Brooklyn, † 10. oktober 1885.

## Življenjepis
12. januarja 1834 je prejel duhovniško posvečenje.
21. novembra 1843 je bil imenovan za soškofa New Yorka in za naslovnega škofa Axierija; škofovsko posvečenje je prejel 10. marca 1844.
21. maja 1847 je bil imenovan za škofa Albanyja in 6. maja 1864 za nadškofa New Yorka.
15. marca 1875 je bil povzdignjen v kardinala in imenovan za kardinal-duhovnika S. Maria sopra Minerva.